# 蒂耶普市镇
蒂耶普市镇（瑞典語：Tierps kommun）是瑞典中东部乌普萨拉省的一个市镇。其治所位于蒂耶普。